# Litargus antennatus
Litargus antennatus is een keversoort uit de familie boomzwamkevers (Mycetophagidae). De wetenschappelijke naam van de soort werd in 1957 gepubliceerd door Miyatake.